# Кенді Монтгомері
Кендіс Лінн Монтгомері (англ. Candace Lynn Montgomery) — американка, яку звинуватили у вбивстві дружини свого коханця Бетті Гор. Вбивство сталося в місті Вайлі, штат Техас, 13 червня 1980 року. Гор завдали 41 удару сокирою. Монтгомері не визнала себе винною за звинуваченнями у вбивстві на основі самозахисту. Її виправдали.

## Основа

Розташування Вайлі в окрузі Коллін, штат Техас

Кендіс Монтгомері, якій на момент інциденту було 30 років, була одружена з Петом Монтгомері, інженером-електриком. У шлюбі народила доньку і сина. У 1977 році вони переїхали до округу Коллін, штат Техас, де регулярно відвідували методистську церкву Лукаса. Монтгомері подружилася з Бетті Гор, вчителькою середньої школи, з якою познайомилася на церковній службі. Гор жила неподалік з двома дітьми та чоловіком Алланом, з яким Монтгомері перебувала у позашлюбних стосунках.
У день вбивства Гор її чоловіка Аллана не було в місті. Коли йому не вдалося додзвонитися до дружини, він попросив їхніх сусідів піти розібратися. Прорвавшись у сімейну резиденцію, вони виявили тіло Гор. Її донька Бетані, яка під час інциденту спала в ліжечку в іншій кімнаті, плакала та була вкрита власними фекаліями, пробувши без нагляду 13 годин.
Злочин розслідував Стів Деффібо з відділу шерифа округу Коллін.

## Судова справа

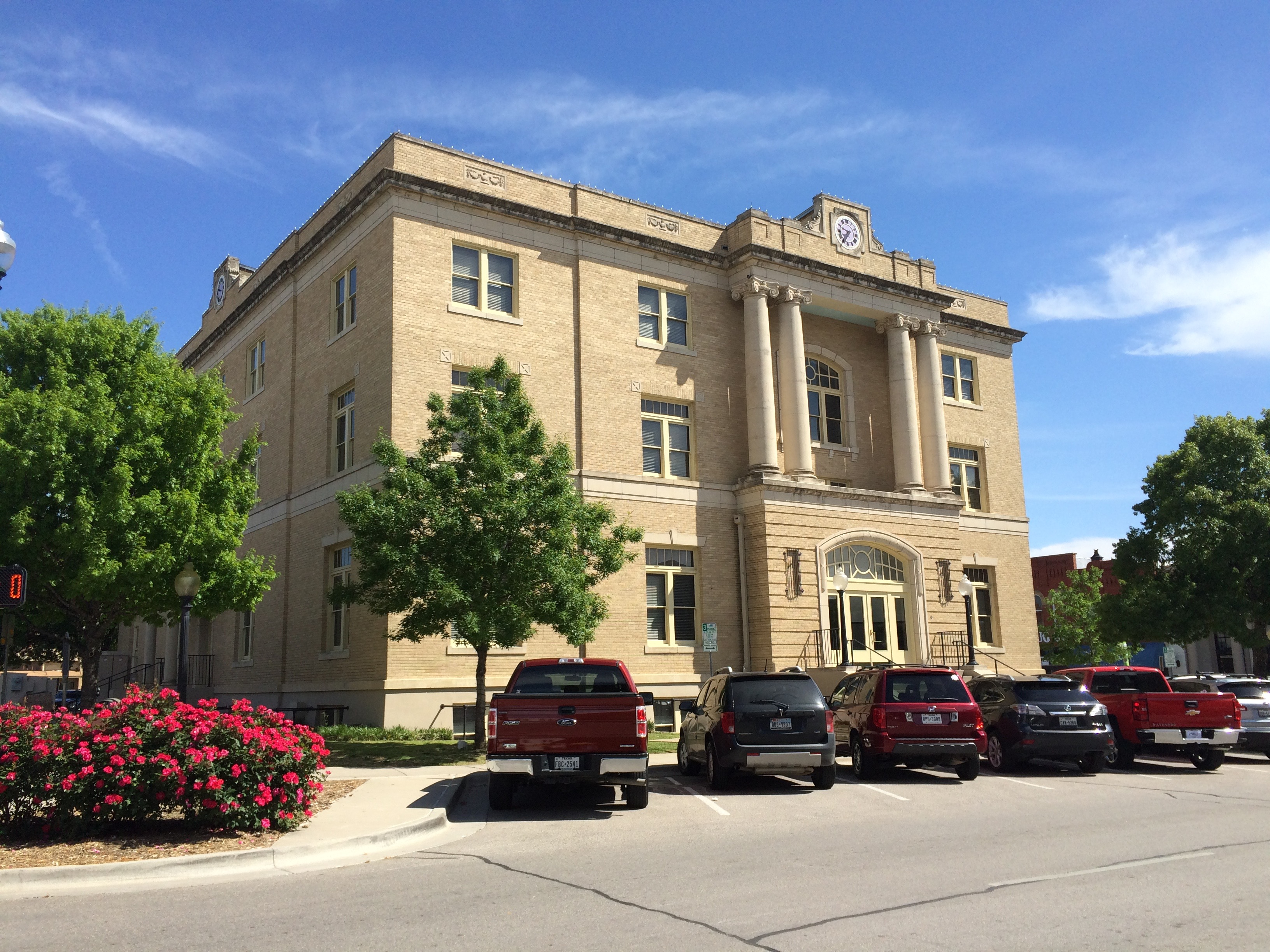
Будівля суду округу Коллін у Мак-Кінні, штат Техас, 2012 рік

Кендіс Монтгомері представляв цивільний адвокат Дон Краудер і захисник Роберт Удашен. Судовий процес, головою якого був призначений окружний суддя Том Раян, проходив у Мак-Кінні, штат Техас, і тривав лише 8 днів. Монтгомері заявила про самозахист, стверджуючи, що вона захищалася після нападу Гор під час конфронтації щодо роману Монтгомері з її чоловіком Алланом. Вона заявила, що була змушена скористатися сокирою після того, як Гор кілька хвилин тому спробувала вдарити її тією ж зброєю.
Перед судом Монтгомері пройшла перевірку на поліграфі, яка показала, що вона говорила правду. Окружний прокурор Том О'Коннелл стверджував, що Монтгомері могла втекти з місця події, а не нападати на Гор. Вона також стверджувала, що 41 напад був непропорційним. 30 жовтня 1980 року журі присяжних у складі 9 жінок і 3 чоловіків визнало Монтгомері невинною.

## Реакція після суду
Вирок викликав велику критику громадськості. Натовп скандував: «Вбивця!», коли Монтгомері виходила з будівлі суду після виправдання. Батько жертви Боб Померой сказав:
Що стосується мене, то справедливість буде досягнута. Вона повинна з цим жити… Я б не сказав, що був задоволений вироком. Ми не знаємо, що сталося, і ніколи не дізнаємося, що сталося.

## Зображення в ЗМІ
Журналісти з Далласа Джон Блум і Джим Аткінсон написали книгу «Докази кохання: правдива історія пристрасті та смерті в передмісті», яка розглядає справу та події після суду. Вона була випущена у січні 1984 року.
На цьому випадку заснований телефільм «Вбивство в маленькому містечку», випущений на CBS в 1990 році.
Американська акторка Джессіка Біл грає Монтгомері в оригінальному серіалі Hulu «Candy», який дебютував у травні 2022 року.
Монтгомері також втілила Елізабет Олсен в оригінальному мінісеріалі Мах «Любов і смерть», який дебютував у квітні 2023 року.